# Marcel Hulák
Marcel Hulák (* 28. listopadu 1971) je bývalý slovenský fotbalista. Po skončení aktivní kariéry působí jako trenér.

## Fotbalová kariéra
V československé lize hrál za TJ Inter ZŤS Slovnaft Bratislava. Nastoupil v 1 ligovém utkání.

## Ligová bilance
| Ročník                                   | Zápasy | Góly | Minuty | Klub                             |
| ---------------------------------------- | ------ | ---- | ------ | -------------------------------- |
| 1. československá fotbalová liga 1989/90 | 1      | 0    | 10     | TJ Inter ZŤS Slovnaft Bratislava |
| CELKEM                                   | 1      | 0    | 10     |                                  |